# Martenne Bettendorf
Martenne Julia Bettendorf (Portland, 1º aprile 1994) è una pallavolista statunitense.
Gioca nel ruolo di schiacciatrice nel Vandœuvre Nancy.

## Carriera

### Club
La carriera di Martenne Bettendorf inizia nei tornei scolastici dell'Oregon, giocando per la Central Catholic HS di Portland. Dopo il diploma gioca per la Oregon, partecipando alla NCAA Division I dal 2012 al 2015.
Nella stagione 2016-17 firma il suo primo contratto professionistico nella Superliqa azera, giocando con l'Azərreyl. Nella stagione seguente approda in Germania, partecipando alla 1. Bundesliga con lo Schweriner, vincendo la Supercoppa tedesca e lo scudetto.
Nel campionato 2018-19 firma col Neuchâtel, nella Lega Nazionale A svizzera, con cui conquista la Supercoppa svizzera, la coppa nazionale e lo scudetto. Nel campionato seguente emigra in Francia, partecipando alla Ligue A col Vandœuvre Nancy.

## Palmarès

### Club
- Campionato tedesco: 1

2017-18
- Campionato svizzero: 1

2018-19
- Coppa di Svizzera: 1

2018-19
- Supercoppa tedesca: 1

2017
- Supercoppa svizzera: 1

2018

### Premi individuali
- 2014 - All-America Third Team